# Tai-Pan
Tai-Pan är en amerikansk film från 1986 baserad på James Clavells roman med samma namn och regisserad av Daryl Duke. Manusförfattare var John Briley, James Clavell och Stanley Mann. Filmen hade premiär 7 november 1986, i USA.

## Rollista
- Bryan Brown - Dirk Struan
- Joan Chen - May-May
- John Stanton - Tyler Brock
- Tim Guinee - Culum Struan
- Bill Leadbitter - Gorth Brock
- Russell Wong - Gordon Chen
- Katy Behean - Mary Sinclair
- Kyra Sedgwick - Tess Brock
- Janine Turner - Shevaun Tillman
- Norman Rodway
- John Bennett
- Derrick Branche
- Vic Armstrong
- Dickey Beer
- Cheng Chuang
- Chen Shu
- Rosemarie Dunham
- Robert Easton
- Richard Foo
- Nicholas Gecks
- Carol Gillies
- Pat Gorman
- Michael C. Gwynne
- Billy Horrigan
- Denise Kellogg